# Heinz Satrapa
Heinz Satrapa (Zwickau, 17 luglio 1927 – Gelsenkirchen, 17 luglio 2001) è stato un calciatore e allenatore di calcio tedesco orientale, di ruolo attaccante.

## Carriera

### Calciatore
Esordì nella massima serie tedesca orientale con la maglia dell'Horch Zwickau nel 1949, vincendo subito il campionato e il titolo di capocannoniere della manifestazione. Trasferito al Wismut Aue per ragioni disciplinari, ottenne un secondo titolo di miglior marcatore del campionato nel 1955, conseguendo con la propria squadra anche l'accoppiata campionato-coppa nazionale. Dal 1956 militò nelle serie inferiori fino al ritiro nel 1960, con la maglia del Chemie Glauchau.
Nel corso della sua carriera di calciatore ha totalizzato 143 presenze e 92 reti nella prima divisione tedesco orientale.

### Allenatore
Conclusa la carriera di calciatore allenò alcune squadre militanti nelle serie minori nazionali, cominciando con il Chemie Glauchau nel 1960 e concludendo con il Motor Bautzen nel 1970.

## Statistiche
| Stagione                   | Squadra                           | Campionato                 | Campionato | Campionato | Coppe nazionali | Coppe nazionali | Coppe nazionali | Coppe continentali | Coppe continentali | Coppe continentali | Altre coppe | Altre coppe | Altre coppe | Totale | Totale |
| Stagione                   | Squadra                           | Comp                       | Pres       | Reti       | Comp            | Pres            | Reti            | Comp               | Pres               | Reti               | Comp        | Pres        | Reti        | Pres   | Reti   |
| -------------------------- | --------------------------------- | -------------------------- | ---------- | ---------- | --------------- | --------------- | --------------- | ------------------ | ------------------ | ------------------ | ----------- | ----------- | ----------- | ------ | ------ |
| 1949-1950                  | Horch Zwickau/Motor Zwickau       | OL                         | 23         | 23         | CGE             | ?               | ?               | -                  | -                  | -                  | -           | -           | -           | 23+    | 23+    |
| 1950-1951                  | Horch Zwickau/Motor Zwickau       | OL                         | 24         | 11         | CGE             | ?               | ?               | -                  | -                  | -                  | -           | -           | -           | 24+    | 11+    |
| 1951-1952                  | Horch Zwickau/Motor Zwickau       | OL                         | 35         | 16         | CGE             | ?               | ?               | -                  | -                  | -                  | -           | -           | -           | 35+    | 16+    |
| 1952-1953                  | Horch Zwickau/Motor Zwickau       | OL                         | 8          | 5          | CGE             | ?               | ?               | -                  | -                  | -                  | -           | -           | -           | 8+     | 5+     |
| Totale Horch/Motor Zwickau | Totale Horch/Motor Zwickau        | Totale Horch/Motor Zwickau | 90+        | 55+        |                 | ?               | ?               |                    | -                  | -                  |             | -           | -           | 90+    | 55+    |
| 1953-1954                  | Wismut Aue/Wismut Karl-Marx-Stadt | OL                         | 27         | 21         | CGE             | ?               | ?               | -                  | -                  | -                  | -           | -           | -           | 24+    | 11+    |
| 1954-1955                  | Wismut Aue/Wismut Karl-Marx-Stadt | OL                         | 25         | 16         | CGE             | ?               | ?               | -                  | -                  | -                  | -           | -           | -           | 35+    | 16+    |
| 1955                       | Wismut Aue/Wismut Karl-Marx-Stadt | OL                         | 1          | 0          | CGE             | ?               | ?               | -                  | -                  | -                  | -           | -           | -           | 8+     | 5+     |
| Totale Horch/Motor Zwickau | Totale Horch/Motor Zwickau        | Totale Horch/Motor Zwickau | 53+        | 37+        |                 | ?               | ?               |                    | -                  | -                  |             | -           | -           | 53+    | 37+    |
| 1956                       | Empor Zwickau                     | ?                          | ?          | ?          | CGE             | ?               | ?               | -                  | -                  | -                  | -           | -           | -           | ?      | ?      |
| 1957                       | Empor Zwickau                     | ?                          | ?          | ?          | CGE             | ?               | ?               | -                  | -                  | -                  | -           | -           | -           | ?      | ?      |
| 1958                       | Empor Zwickau                     | ?                          | ?          | ?          | CGE             | ?               | ?               | -                  | -                  | -                  | -           | -           | -           | ?      | ?      |
| Totale Horch/Motor Zwickau | Totale Horch/Motor Zwickau        | Totale Horch/Motor Zwickau | 53+        | 37+        |                 | ?               | ?               |                    | -                  | -                  |             | -           | -           | 53+    | 37+    |
| 1959                       | Chemie Glauchau                   | DL                         | 6          | 1          | CGE             | ?               | ?               | -                  | -                  | -                  | -           | -           | -           | 6+     | 1+     |
| Totale carriera            | Totale carriera                   | Totale carriera            | 149+       | 93+        |                 | ?               | ?               |                    | -                  | -                  |             | -           | -           | 149+   | 93+    |

## Palmarès

### Club
- DDR-Oberliga: 2

Motor Zwickau: 1949-1950
Wismut Karl-Marx-Stadt: 1955
- Coppa della Germania Est: 1

Wismut Karl-Marx-Stadt: 1954-1955

### Individuale
- Capocannoniere della DDR-Oberliga: 2

1949-1950 (23 gol), 1953-1954 (21 gol)